# Hans Auer

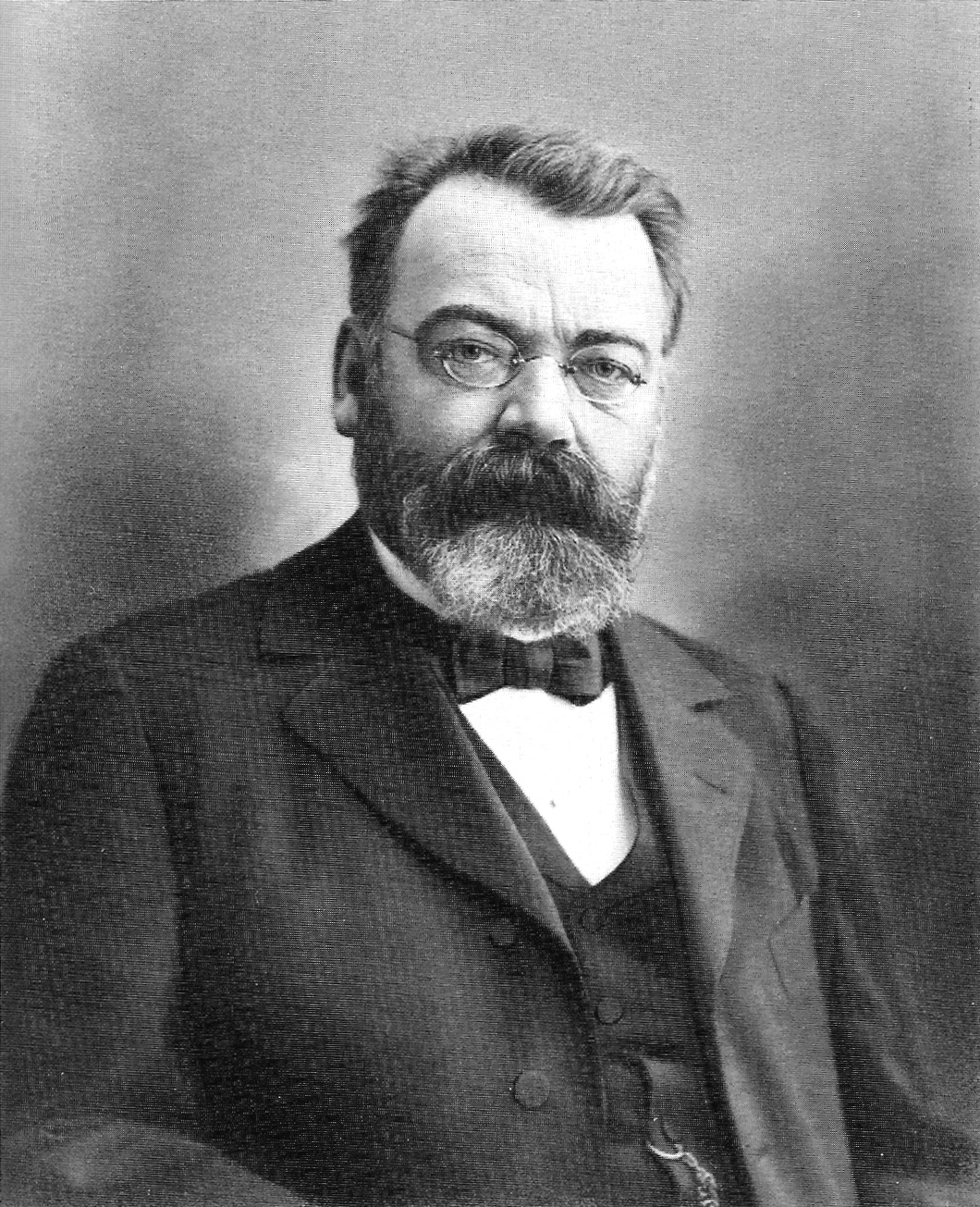
Hans Auer rond 1895.

Hans Wilhelm Auer (Wädenswil, 26 april 1847 - Konstanz, 30 augustus 1906) was een Zwitsers architect. Hij staat bekend als de ontwerper van het Federaal Paleis in Bern, waar de Bondsvergadering is gevestigd, het Zwitsers federaal parlement. Hij was tevens de architect van het station van Luzern, dat in 1971 in vlammen opging.

## Biografie

### Opleiding
Hans Auer was de oudste zoon en bracht zijn jeugd door in Zürich. Toen hij 14 jaar oud was, scheidden de ouders. Hij liep middelbare school in Sankt Gallen. Vanaf 1865 studeerde hij architectuur aan de Polytechnische School in Zürich, de huidige Eidgenössische Technische Hochschule. Hij kreeg er les van onder andere Wilhelm Lübke en Gottfried Kinkel, maar vooral Gottfried Semper had een grote invloed op Auer. Onder zijn medestudenten bevonden zich Hans Konrad Pestalozzi en later lid van de Bondsraad Ludwig Forrer. Hij studeerde af in augustus 1868 als de beste student van zijn jaar. Zijn het ontwerp van zijn scriptie was dat van een kuurhotel in Bad Ragaz, vlak bij Liechtenstein.

### Oostenrijkse periode
Na zijn studies was Auer even actief in Schaffhausen, maar in oktober 1869 vertrok hij naar Wenen, de hoofdstad van Oostenrijk-Hongarije, waar hij zich inschreef aan de Academie voor Schone Kunsten. Kort nadat Auer zijn studie hervatte, zijn leermeester Theophil von Hansen van keizer Frans Jozef I van Oostenrijk verschillende opdrachten, waaronder de opdracht om een nieuw parlementsgebouw in Wenen te ontwerpen. In het kader van deze opdracht trad Auer in het voorjaar van 1870 voor een tijdje toe tot het atelier van Hansen. In 1874 droeg Hansen het beheer van de werf van het parlementsgebouw aan Auer over, een taak die negen jaar zou duren. Voor zijn werk in Oostenrijk werd Auer in 1877 het Burgerlijk Kruis van Verdienste met Kroon toegekend, en in 1884 de Frans Jozef-orde. Later werd evenwel niet Auer maar Carl von Hasenauer de opvolger van Hansen als professor. Hierdoor diende Auer deel te nemen aan architectuurwedstrijden om bekendheid te verwerven. Aanvankelijk kenden zijn ontwerpen, waaronder plannen in het kader van de ontwikkeling van het Museumsinsel in Berlijn, niet veel succes.

### Federaal Paleis
In 1885 behaalde Auer de tweede plaats in de wedstrijd die werd uitgeschreven voor de uitbreiding van het Zwitsers federaal parlement in Bern, na Alfred Friedrich Bluntschli. Auer ontwierp een symmetrisch gebouwencomplex, gebaseerd op het Capitool in Washington D.C. De jury bekritiseerde vooral de symmetrie in zijn plannen en in het bijzonder de koepel. In 1887 legde de Bondsvergadering dit besluit echter naast zich neer en werd het de aanbesteding alsnog aan Auer gegund.
Van 1885 tot 1888 werkte Auer in Wenen als professor aan de State Trade School. In 1886-1887 voltrok zich de bouw van het eerste door hem ontworpen gebouw, namelijk het Fürth-sanatorium in het Weense district Josefstadt.
In maart 1888 verhuisde Auer naar Bern en een tegen het einde van dat jaar begonnen de werkzaamheden aan de oostvleugel van het Federaal Paleis. In deze periode nam hij in Bern ook tal van andere taken op zich. Zo was hij lid de Academische Kunstcommissie van het kanton Bern, was lid van de raad van bestuur van het Stadstheater van Bern en was hij vanaf 1890 docent kunstgeschiedenis aan de Universiteit van Bern. In 1891 werd hij door de Bondsraad verkozen in de Eedgenootschappelijke Raad voor Schone Kunsten, waar hij tot 1898 lid van zou blijven, de laatste twee jaar als president.
Hoewel het de oostelijke vleugel in 1892 werd voltooid, gingen er nog twee jaar voorbij voordat de bouw van het eigenlijke parlementsgebouw begon. In tussentijd ontwierp Auer heel wat postkantoren en treinstations. In 1892 werd het station van Liestal voltooid. Twee jaar later volgde het station van Solothurn, dat werd afgebroken in 1975. In 1896 werd na drie jaar werkzaamheden het station van Luzern geopend, een gebouw dat hij voor de Schweizerische Centralbahn had ontworpen, in 1971 volledig zou uitbranden en niet zou worden heropgebouwd.
Vanaf 1894 focuste Auer zich grotendeels op de bouw van het parlementsgebouw, het belangrijkste deel van het Federaal Paleis. Het was zijn bedoeling om van het parlementsgebouw een Zwitsers nationaal monument te maken. Hiertoe maakte hij zo veel mogelijk gebruik van Zwitserse bouwmaterialen en omringde hij zich met Zwitserse kunstenaars om het Federaal Paleis te voorzien van schilderijen en beeldhouwwerken. Na acht jaar werd de bouw van het Federaal Paleis in 1902 voltooid, waarop hij aan de Universiteit van Bazel een eredoctoraat ontving en ereburger werd van de stad Bern.
Na de voltooiing van het Federaal Paleis leed Auer in toenemende mate aan ernstige depressies. In april 1906 werd hij naar een sanatorium in Konstanz overgebracht, waar hij vier maanden later zou sterven op 59-jarige leeftijd.

## Persoonlijk
Hans Auer huwde in zijn tijd in Oostenrijk met zijn stieftante, die vier jaar ouder was dan hem. Hun dochter Grethe Auer (1871-1940) was een schrijfster.
- Base de données des élites suisses: 92900
- Gemeinsame Normdatei: 123723515
- Historisch woordenboek van Zwitserland: 019818
- International Standard Name Identifier: 0000 0001 1038 2370
- Library of Congress Control Number: n96032336
- Nationale Bibliotheek van Tsjechië: xx0269302
- Nederlandse Thesaurus van Auteursnamen: 067738265
- Système universitaire de documentation: 198392931
- Union List of Artist Names: 500042313
- Virtual International Authority File: 10761366
- WorldCat: E39PBJxxcTThD9RqH3PqRhCCwC